# Phoroncidia longiceps
Phoroncidia longiceps är en spindelart som först beskrevs av Eugen von Keyserling 1886.  Phoroncidia longiceps ingår i släktet Phoroncidia och familjen klotspindlar. Inga underarter finns listade i Catalogue of Life.